# Röksvampar
Röksvampar är en grupp ätliga svampar med vanligen päronformad fruktkropp som inkluderar de två släktena Lycoperdon och Calvatia, som båda tillhör familjen Lycoperdaceae. Röksvamparna tillhör gruppen basidiesvampar. Gemensamt för alla röksvampar är att basidier och sporer anläggs inuti fruktkroppens håligheter.
När en röksvamp når sin mognad, brister den hårda huden och miljardtals sporer släpps ut i ett rökliknande moln (därav trivialnamnet röksvamp).

## Arter av röksvampar
Vårtig röksvamp (lat. Lycoperdon perlatum), gyttrad röksvamp (lat. Lycoperdon pyriforme), långfotad röksvamp (lat. Calvatia excipuliformis) och jätteröksvamp (lat. Calvatia gigantea) är några vanliga röksvampar som förekommer i Sverige.